# 新藤田
新藤田（しんとうだ）は、秋田県秋田市にある地域名。郵便番号は010-0826。大所、治郎沢、高梨台、中山台で構成される。

## 地理
秋田市東部に位置する。北は添川、西は旭川（旭川新藤田東町、旭川清澄町）、南は手形、手形山公園、東側は柳田に接する。中央を秋田県道41号秋田昭和線が手形山トンネルを伴って貫いている。

### 小字
かつて8の小字があったが、住居表示実施により旭川へ分離したため4の小字が消滅。現在は4の小字が残っている。
- 字大所
- 字治郎沢
- 字高梨台
- 字中山台
- 字上川原 - 昭和55年4月1日消滅
- 字三十刈 - 昭和55年4月1日消滅
- 字机田 - 昭和55年4月1日消滅
- 字儘ノ下 - 昭和55年4月1日消滅

## 歴史
出羽国秋田郡新藤田村として成立。
- 1889年（明治22年）4月1日 - 町村制施行に伴い添川村・濁川村・山内村・仁別村と合併し上旭川村となる。
  - 新藤田村は泉村・保戸野村も加えた七村での合併を主張したが、県が合併枠の変更を認めず五村での合併となった（泉村・保戸野村は手形村と合併して下旭川村となった）。
- 1892年（明治25年）8月1日 - 上旭川村と下旭川村が統合され旭川村が発足。
- 1933年（昭和8年）3月14日 - 旭川村が秋田市に編入される。
- 1980年（昭和55年）4月1日 - 住居表示実施に伴い一部地域が旭川となり新藤田から離脱する。

### 字域の変遷
以下はすべて住居表示実施に伴う変更。
| 実施前                                       | 実施年月日             | 実施後（各町ともその一部）                    |
| -------------------------------------------- | ---------------------- | --------------------------------------------- |
| 新藤田字大所 しんとうだ あざおおどころ       | 昭和55年4月1日         | 旭川新藤田東町 あさひかわしんとうだひがしまち |
| 新藤田字大所 しんとうだ あざおおどころ       | 昭和55年4月1日         | 旭川南町 あさひかわみなみまち                 |
| 新藤田字大所 しんとうだ あざおおどころ       | （残存）新藤田字大所   |                                               |
| 新藤田字上川原 しんとうだ あざかみかわら     | 昭和55年4月1日         | 旭川清澄町 あさひかわきよすみまち             |
| 新藤田字上川原 しんとうだ あざかみかわら     | 昭和55年4月1日         | 旭川新藤田西町 あさひかわしんとうだにしまち   |
| 新藤田字三十刈 しんとうだ あざさんじゅうがり | 昭和55年4月1日         | 旭川清澄町 あさひかわきよすみまち             |
| 新藤田字三十刈 しんとうだ あざさんじゅうがり | 昭和55年4月1日         | 旭川新藤田西町 あさひかわしんとうだにしまち   |
| 新藤田字三十刈 しんとうだ あざさんじゅうがり | 昭和55年4月1日         | 旭川新藤田東町 あさひかわしんとうだひがしまち |
| 新藤田字高梨台 しんとうだ あざたかなしだい   | 昭和55年4月1日         | 旭川新藤田東町 あさひかわしんとうだひがしまち |
| 新藤田字高梨台 しんとうだ あざたかなしだい   | （残存）新藤田字高梨台 |                                               |
| 新藤田字机田 しんとうだ あざつくえでん       | 昭和55年4月1日         | 旭川新藤田西町 あさひかわしんとうだにしまち   |
| 新藤田字机田 しんとうだ あざつくえでん       | 昭和55年4月1日         | 旭川新藤田東町 あさひかわしんとうだひがしまち |
| 新藤田字儘ノ下 しんとうだ あざままのした     | 昭和55年4月1日         | 旭川南町 あさひかわみなみまち                 |

## 施設
- 高梨台市営住宅
- 特別養護老人ホーム魁聖園
- めじろ台児童遊園地
- 稲荷神社

## 教育
当地に小中学校は存在しない。秋田市立旭川小学校、秋田市立秋田東中学校の学区となっている。

## 交通

### 鉄道
地区内に鉄道は通っていない。最寄り駅は泉菅野にあるJR東日本奥羽本線の泉外旭川駅。

### バス
地区内にバス停はない。最寄りバス停は秋田中央交通の古城苑入口、旭川団地前、新藤田、旭川小学校前、扇田。

### 道路
- 秋田県道15号秋田八郎潟線
- 秋田県道41号秋田昭和線
  - 手形山トンネル

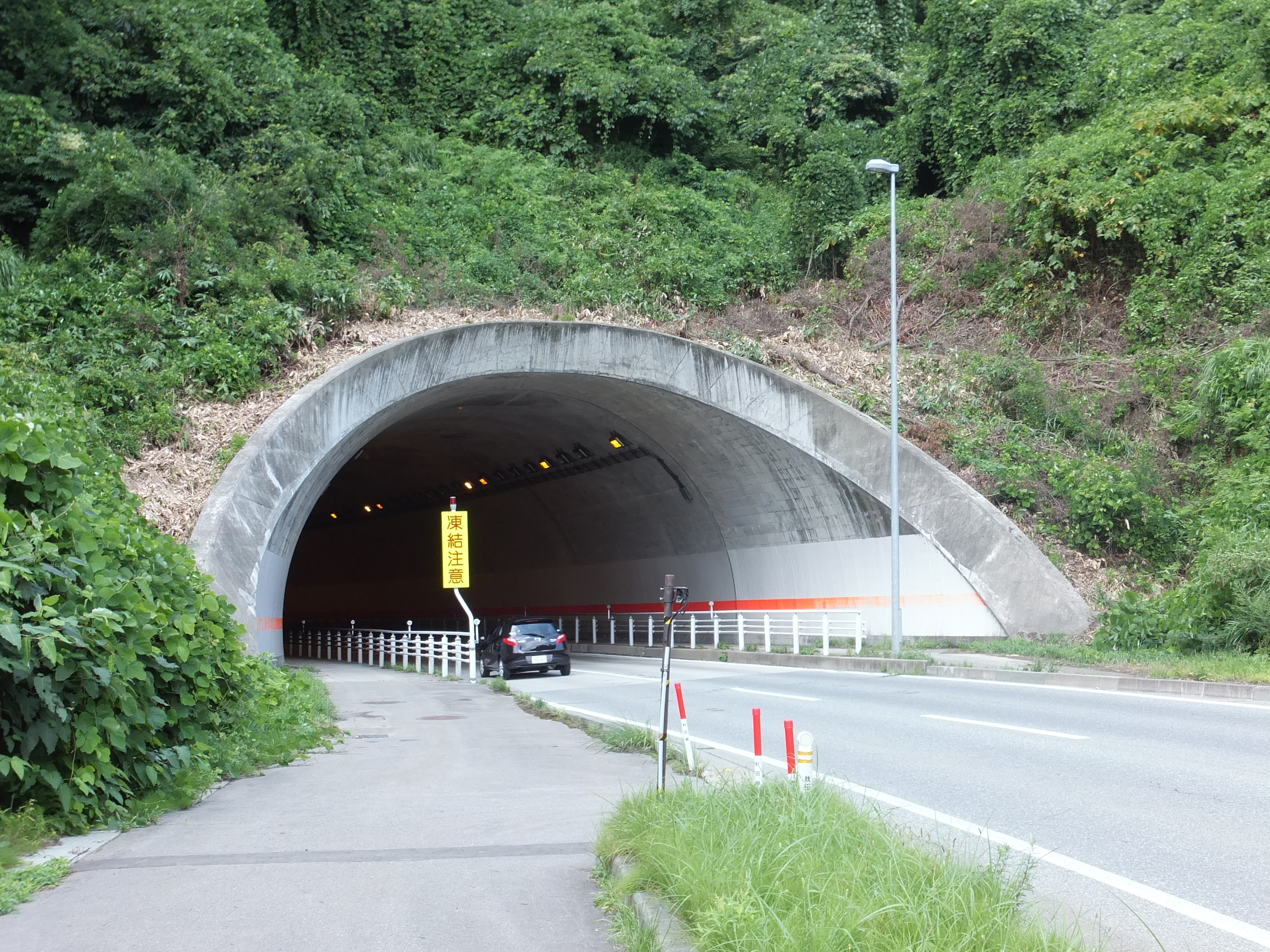
手形山トンネル南側
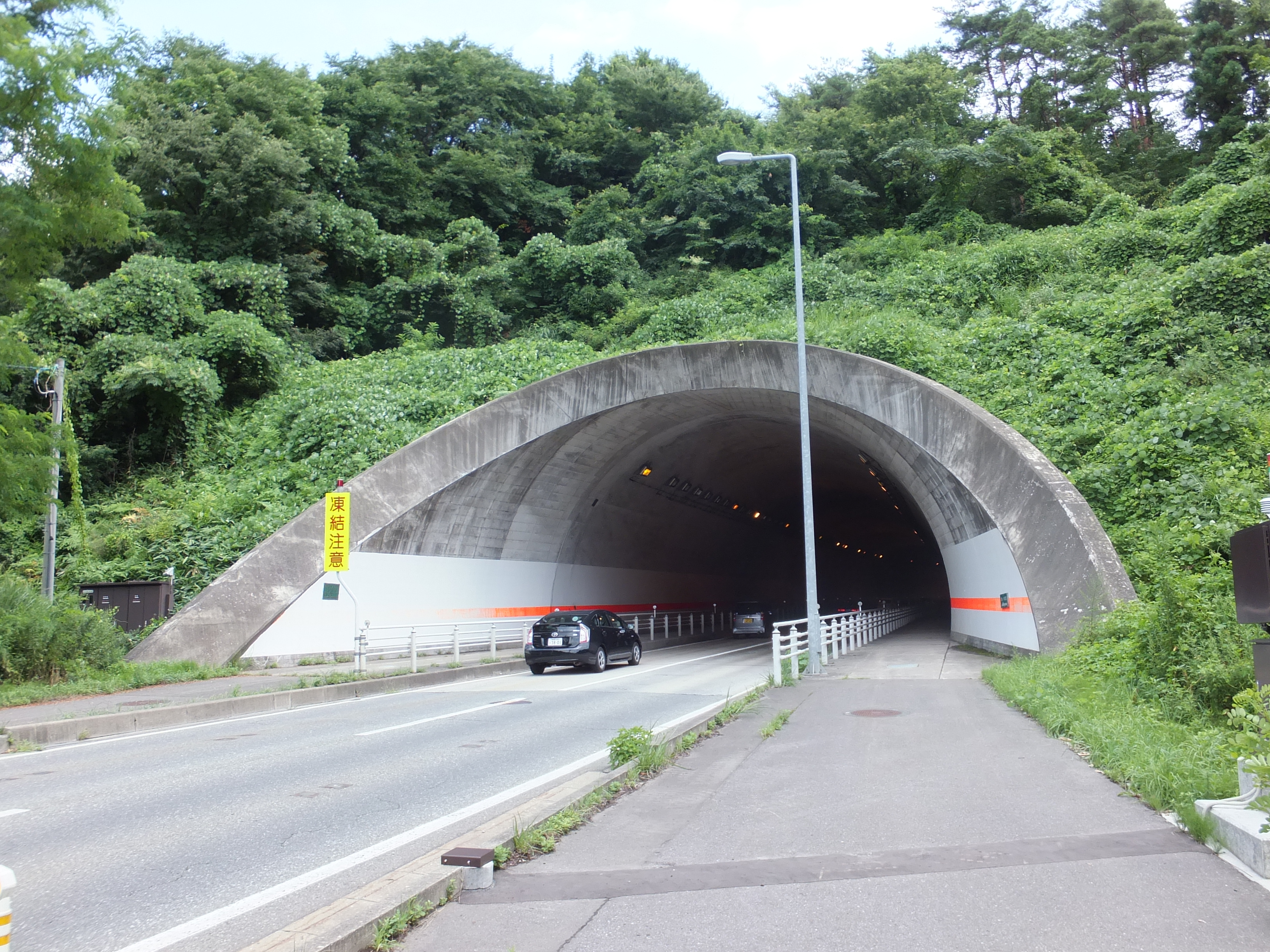
手形山トンネル北側